# Comunità germanofona del Belgio
La Comunità germanofona del Belgio (in tedesco Deutschsprachige Gemeinschaft Belgiens /ˈdɔɪ̯t͡ʃˌʃpʀaːxɪɡə ɡəˈmaɪ̯nʃaft ˈbɛlɡjəns/, in francese Communauté germanophone de Belgique /kɔmynoˈte ʒɛʁmanɔˈfɔn də bɛlˈʒik/, in olandese Duitstalige Gemeenschap /ˈdœʏ̯tsˌtaːlɪɣə ɣəˈmeˑɪ̯nˌsxɑp/) è la più piccola delle tre comunità linguistiche del Belgio competenti sulle materie educativo-culturali.
La comunità germanofona comprende i due cantoni di Eupen e Sankt Vith per un totale di 9 comuni. Insieme ai comuni di Malmedy e Waimes (ora parte della regione Vallonia e della comunità francofona del Belgio), tale territorio formava la regione storica di Eupen e Malmedy, anche chiamata Ostbelgien, Belgio orientale.  La comunità occupa 854 km² ed ha una popolazione di oltre 75 000 abitanti quasi al 100% di lingua tedesca. Il centro amministrativo della Comunità è Eupen.

## Storia
L'area in seguito nota come Cantone Orientale o Comunità germanofona del Belgio era storicamente parte della Germania, ma venne annessa al Belgio a seguito della sconfitta tedesca nella prima guerra mondiale e al conseguente trattato di Versailles. Il nuovo cantone era parte del Belgio da appena venti anni quando nel 1940 venne ripreso dai tedeschi durante la seconda guerra mondiale. Molti abitanti sostennero il ricongiungimento con la Germania, sentendosi essi stessi tedeschi. A conclusione della guerra, nel 1945, il cantone venne nuovamente annesso al Belgio e, come conseguenza della presunta collaborazione con gli occupanti, venne fatto un tentativo di "detedeschizzazione" della popolazione locale da parte delle autorità belghe.
A iniziare dai primi anni sessanta il Belgio venne diviso in quattro aree linguistiche, quella fiamminga di lingua olandese, quella vallone di lingua francese, quella della capitale Bruxelles, che è bilingue (ma a maggioranza francofona), e quella del Cantone Orientale di lingua tedesca. Nel 1973 vennero costituite tre regioni e tre comunità con le rispettive autonomie. Venne istituito anche il Consiglio della comunità germanofona, Rat der Deutschsprachigen Gemeinschaft. Oggi la Comunità germanofona del Belgio ha un buon livello di autonomia, in particolare per questioni legate alla lingua e alla cultura, ma rimane comunque parte della Vallonia. Ci sono stati molti dibattiti negli ultimi anni sulla possibilità che la Comunità germanofona del Belgio divenga una regione autonoma, competente sulle materie economico-territoriali, come le Fiandre e la Vallonia. Ciò è auspicato da buona parte della popolazione di lingua tedesca, che richiede inoltre una maggiore autonomia fiscale e finanziaria.
Karl-Heinz Lambertz, ex ministro-presidente della Comunità germanofona del Belgio, è uno dei sostenitori della piena autonomia regionale.

## Comuni della Comunità germanofona del Belgio
| Mappa                                        | Comune           | Superficie | Popolazione |
| -------------------------------------------- | ---------------- | ---------- | ----------- |
| Comuni della Comunità germanofona del Belgio | Amel (5)         | 125,15 km² | 5331 ab.    |
| Comuni della Comunità germanofona del Belgio | Büllingen (6)    | 150,49 km² | 5453 ab.    |
| Comuni della Comunità germanofona del Belgio | Burg-Reuland (7) | 108,96 km² | 3957 ab.    |
| Comuni della Comunità germanofona del Belgio | Bütgenbach (8)   | 97,31 km²  | 5585 ab.    |
| Comuni della Comunità germanofona del Belgio | Eupen (1)        | 103,74 km² | 18 408 ab.  |
| Comuni della Comunità germanofona del Belgio | Kelmis (2)       | 18,12 km²  | 10 472 ab.  |
| Comuni della Comunità germanofona del Belgio | Lontzen (3)      | 28,73 km²  | 5175 ab.    |
| Comuni della Comunità germanofona del Belgio | Raeren (4)       | 74,21 km²  | 10 199 ab.  |
| Comuni della Comunità germanofona del Belgio | Sankt Vith (9)   | 146,93 km² | 9190 ab.    |

## Parlamento

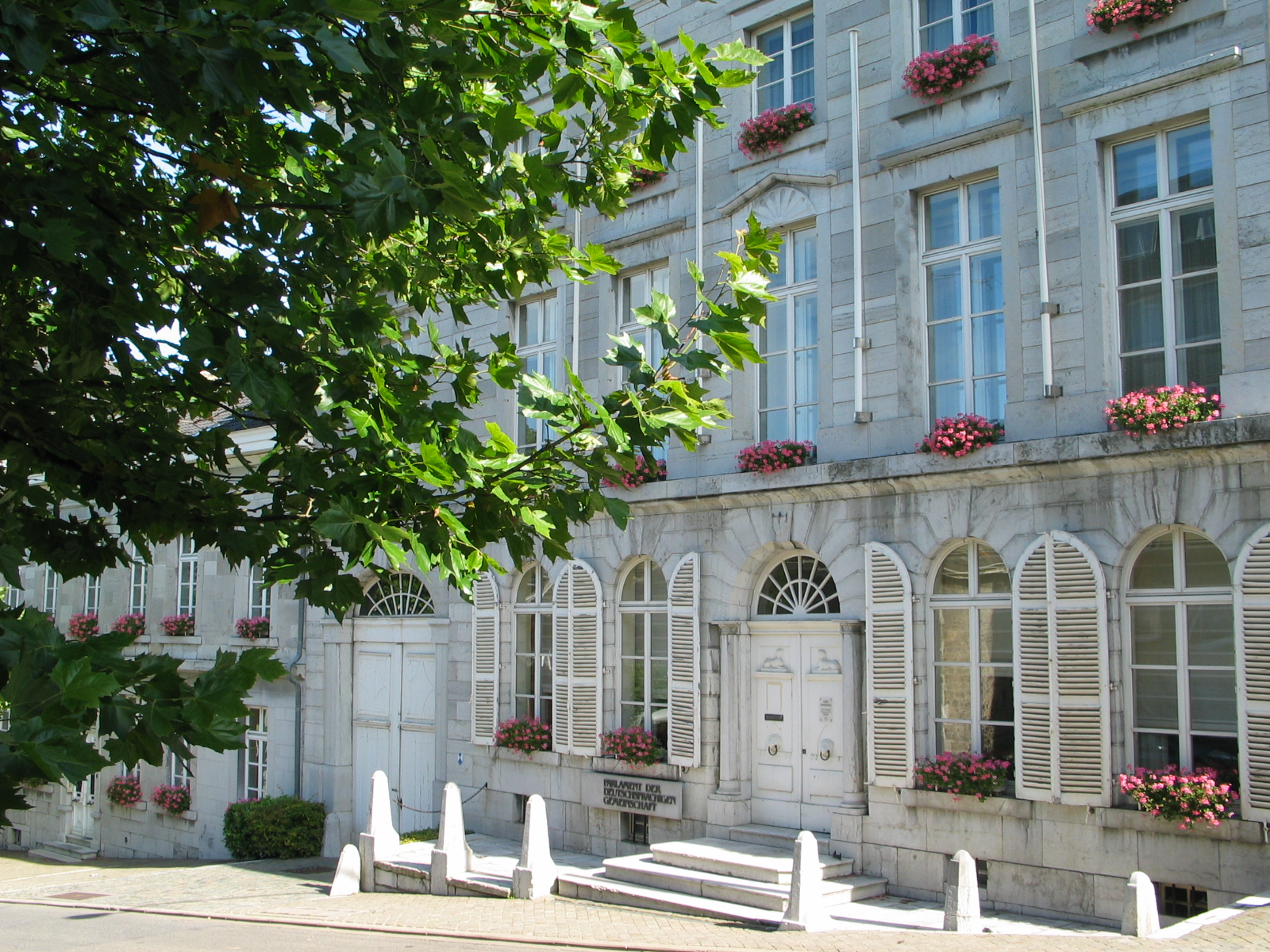
Il parlamento a Eupen

Il Parlamento della Comunità germanofona del Belgio è l’organo legislativo.

## Ministri-presidenti della Comunità germanofona del Belgio
| N. | N                   | Data di nascita   | Dal              | Al               | Partito |
| -- | ------------------- | ----------------- | ---------------- | ---------------- | ------- |
| 1  | Bruno Fagnoul       | 11 giugno 1936    | 30 gennaio 1984  | 11 novembre 1986 | PFF     |
| 2  | Joseph Maraite      | 11 settembre 1949 | 11 novembre 1986 | 6 luglio 1999    | CSP     |
| 3  | Karl-Heinz Lambertz | 4 luglio 1952     | 6 luglio 1999    | 30 giugno 2014   | PS      |
| 4  | Oliver Paasch       | 21 ottobre 1971   | 30 giugno 2014   | in carica        | ProDG   |